# Una cosa da nascondere
Una cosa da nascondere (in inglese Something to Hide) è un romanzo poliziesco della scrittrice statunitense Elizabeth George. È il ventunesimo romanzo della serie che ha come protagonista l'Ispettore Lynley di Scotland Yard.

## Storia editoriale
Il libro ha avuto alcune traduzioni, uscite quasi simultaneamente all'originale: in francese, olandese, svedese e tedesco.
Anche in italiano il libro è apparso nel 2022, edito da Longanesi.

## Trama
Teo Bontempi è una donna di colore, adottata da una famiglia italo-francese assieme alla sorella minore Rosie. Sta indagando sulla pratica illegale dell'infibulazione femminile e, per condurre al meglio le sue ricerche, si veste in abiti etnici. Ha anche rispolverato il suo nome di nascita: Adaku Obiaka. Ma in una torrida estate londinese, Teo è colpita alla testa e muore all'ospedale il mattino seguente.
Dal passato di Teo emergono molti problemi: lei stessa era stata mutilata in Nigeria, prima dell'adozione; il suo matrimonio con Ross Carver era gravemente compromesso dagli esiti della menomazione; infine, la sorella più giovane, all'oscuro di questi problemi, sperava di approfittare di un probabile divorzio tra Teo e Ross, per sposare quest'ultimo, dal quale diceva di essersi fatta ingravidare.
Cercando di far luce sull'omicidio di Teo Bontempi, il sovrintendente Lynley e i sergenti Havers e Nkata si trovano per prima cosa a sospettare di un collega, Mark Phinney, che aveva fatto trasferire la donna, in apparenza per allontanarla da sé. Si imbattono inoltre in una dottoressa, Philippa Weatherall, che operava le vittime di infibulazione per ricostruirne le parti danneggiate, con maggiore o minore successo, dovuto alla portata dei danni dell'operazione originaria: la Weatherall era in procinto di operare Teo, che però era morta appena qualche giorno prima dell'intervento.
Contemporaneamente, Deborah St.James è entrata in contatto con un gruppo che vuole prevenire le pratiche illegali su bambine e adolescenti. Grazie alle sue abilità di fotografa, il gruppo è riuscito a preparare materiale da distribuire nelle scuole e un filmato che raccoglie varie testimonianze. Ma purtroppo le famiglie più radicalmente tradizionali tendono a educare in casa le bambine, privandole di informazioni della massima importanza. È il caso di Simisola, piccola nigeriana di otto anni, che i genitori vogliono sottoporre alla mutilazione, nonostante il suicidio dopo l'operazione di una dodicenne loro vicina di casa.
Teo Bontempi aveva individuato (e fatto chiudere) una clinica dove si svolgevano queste pratiche, con la pretesa di agire in sicurezza dal punto di vista medico. Arrestando la titolare, Teo aveva portato alla polizia anche la madre di Simisola, Monifa Bankole, senza ricavare nulla dall'una e dall'altra. Però il lavoro di indagine mette in moto una gravissima crisi in casa Bankole, perché il marito di Monifa, per tenere sotto controllo i familiari e più di tutti il figlio maggiore Tani, non esita a ricorrere alla violenza più brutale.
Solo a prezzo di un lavoro indefesso la squadra di Lynley viene a capo delle varie vicende. Una donna come Monifa non comprende subito quanto sia indispensabile proteggere se stessa e i figli da violenze e sopraffazioni, perché continuamente pressata anche dai parenti in Nigeria. Spezzare un cerchio di omertà è un concetto difficile da assimilare e qualcuno ha persino ucciso Teo Bontempi. Ma la verità, per quanto complessa, verrà a galla con la scoperta del drammatico doppio gioco della chirurga Weatherall. Lo aveva scoperto anche Teo ed è morta per questo.

## Personaggi
- Thomas Lynley, sovrintendente facente funzione di New Scotland Yard.
- Barbara Havers, Winston Nkata, sergenti della squadra di Lynley.
- Dee Harriman (Dorothy), segretaria di Lynley e amica di Barbara.
- Simon, perito che supporta le indagini della Polizia Metropolitana (New Scotland Yard). È il marito di Deborah e miglior amico di Lynley.
- Deborah, fotografa e scrittrice.
- Joseph Cotter, padre di Deborah.
- Daidre, amica di Linley.

Famiglia Bankole
- Tanimola, Tani, ragazzo di diciotto anni.
- Simisola, Simi, sorella di Tani, otto anni.
- Abeo, padre di Tani e Simi.
- Monifa, madre di Tani e Simi, moglie di Abeo.
- Lark, amante di Abeo, inglese di origine nigeriana, sta aspettando il terzo figlio.
- Elton (sei anni) e Davrina, figli di Abeo e Lark.

Famiglia Bontempi
- Cesare, anziano signore italiano, colto e benestante.
- Solange, moglie di Cesare, è francese.
- Teodora (Teo), figlia maggiore dei Bontempi, adottata in Nigeria. Sergente di polizia.
- Rosalba (Rosie), figlia minore dei Bontempi, sorella naturale di Teo e adottata, ma ha sette anni in meno.
- Ross Carver, marito di Teo, sono separati.

Famiglia Phinney
- Mark Phinney, sovrintendente di polizia.
- Pietra (Pete), moglie di Mark.
- Lilybet, figlia di Mark e Pete, affetta da una gravissima disabilità.
- Robertson, infermiere in pensione che supporta Pete e Mark con Lilybet.
- Paulie, fratello di Mark, ha due banchi di pegni.

Attiviste di Orchid House
- Zavadi, Narissa Cameron, Adaku Obiaka.
- Mercy Hart, gestisce a Londra una clinica illegale e si fa chiamare Easter Lange, nome di una sua zia.
- Philippa Weatherall, dottoressa chirurgo.

## Edizioni italiane
- Una cosa da nascondere, romanzo, traduzione di Sara Crimi e Laura Tasso, Collana La Gaja Scienza, Milano, Longanesi, 2022, ISBN 978-88-304-5523-8; Collana Tea Hit, Milano, TEA, 2023, ISBN 978-88-502-6667-8.